# هوارد جوزيف كارول
هوارد جوزيف كارول (بالإنجليزية: Howard Joseph Carroll)‏ هو كاهن كاثوليكي أمريكي، ولد في 5 أغسطس 1902 في بيتسبرغ في الولايات المتحدة، وتوفي في 21 مارس 1960.